# برالين (شوكولاتة بلجيكية)

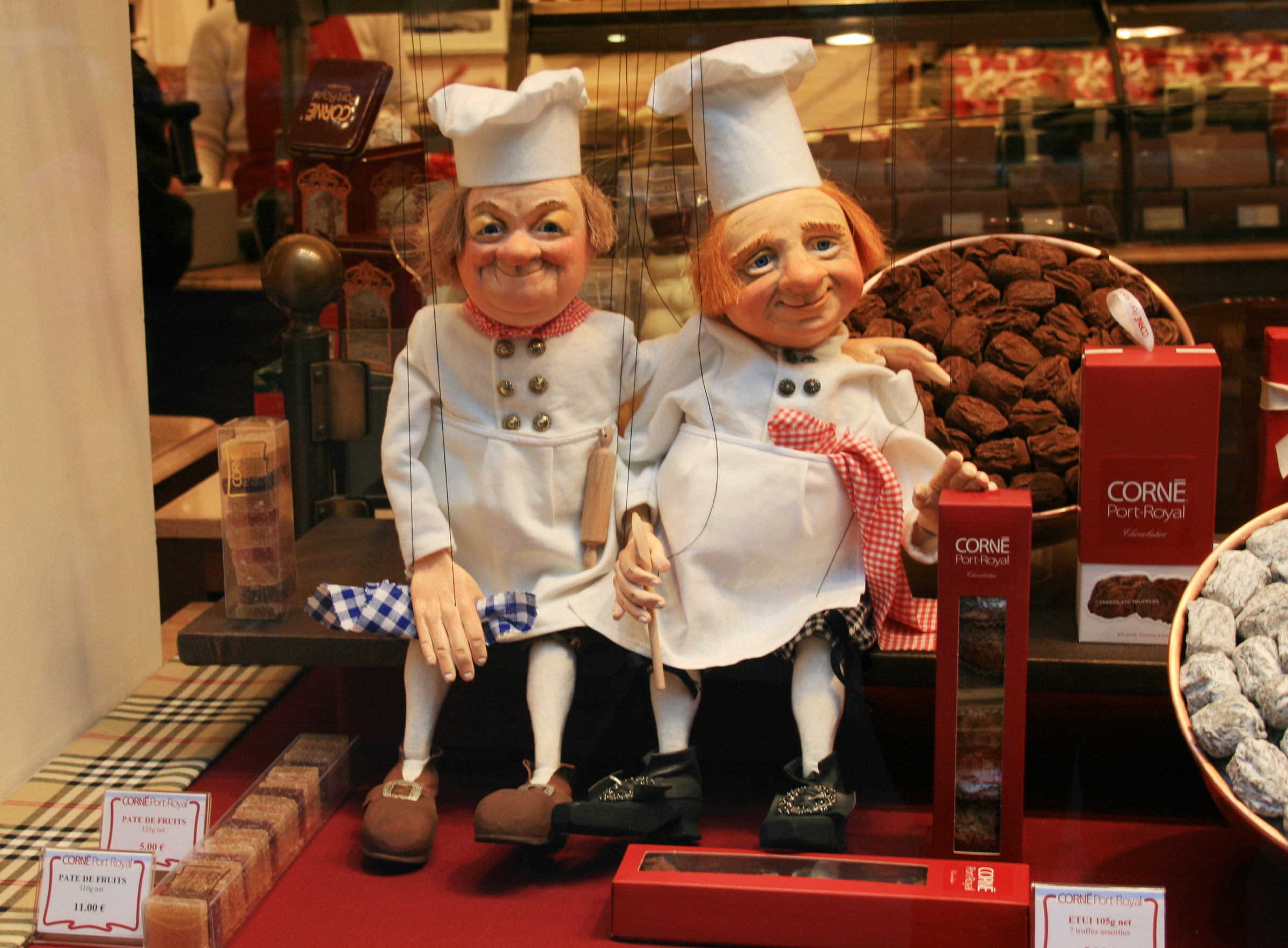
متجر حلوى البرالين في بروكسل.

حلوى البرالين، المعروفة أيضًا باسم الشوكولاتة البلجيكية أو أقراص سكرية الشوكولاتة البلجيكية أو بونبون الشوكولاتة، هي علب شوكولاتة (إذا كانت من بلجيكا عادةً ما تكون شوكولاتة بلجيكية عالية الجودة وذات درجة انصهار منخفضة) مليئة بمركز ناعم. تم تقديمهم لأول مرة من قبل جان نيوهاوس الثاني، صانع الشوكولاتة البلجيكي، في عام 1912.

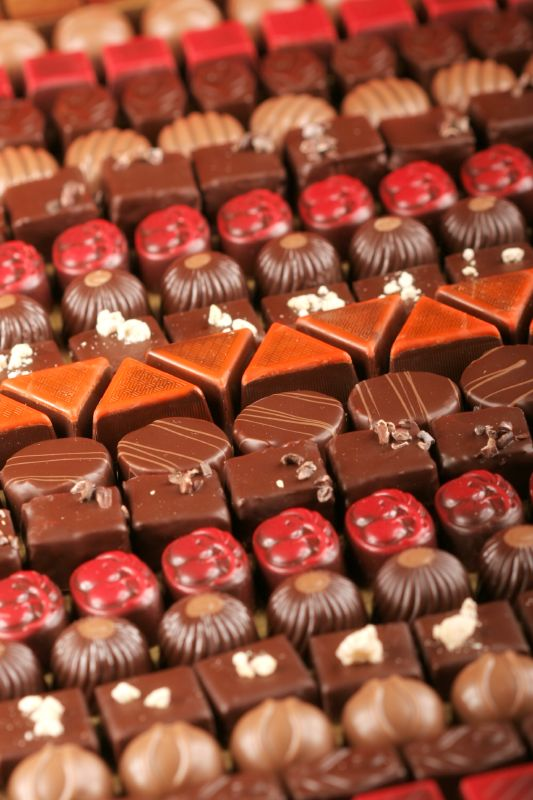
أقراص سكرية الشوكولاتة البلجيكية

لطالما كان هناك العديد من الأنواع والأشكال: دائمًا ما تحتوي على قشرة شوكولاتة ذات حشوة أكثر نعومة. يمكن أن ينشأ الارتباك حول استخدام كلمة حلوى البرالين في بلجيكا لأنها قد تشير إلى الشوكولاتة المحشوة بشكل عام والمعروفة باسم حلوى البرالين / برالين / وقد تشير أيضًا إلى حشوة حلوى البرالين التقليدية الشائعة في أوروبا (البندق بالكراميل (الضوضاء) أو اللوز (الأمانديز)) مطحون في عجينة، أحيانًا مع مسحوق مصل اللبن أو الحليب المكثف أو الكريمة) الموصوفة بالبرالين. لا تقتصر الشوكولاتة البلجيكية (حلوى البرالين) على حشوة البرالين التقليدية، وغالبًا ما تشمل المكسرات، والمرزبان، والكراميل المملح، والقهوة، والمشروبات الروحية، والكريمة، والكرز، أو مزيج الشوكولاتة الذي يتناقض مع الغلاف الخارجي. غالبًا ما يتم بيعها في صناديق منمقة على شكل صندوق هدايا. أكبر الشركات المصنعة هي Neuhaus وGodiva وLeonidas وGuylian.